# بيرول أونيل
بيرول أونيل (بالألمانية: Birol Ünel)‏ (و. 1961 م - 3 سبتمبر 2020) هو ممثل من ألمانيا. ولد في مرسين.

## وصلات خارجية
- بيرول أونيل على موقع IMDb (الإنجليزية)
- بيرول أونيل على موقع مونزينجر (الألمانية)
- بيرول أونيل على موقع قاعدة بيانات الأفلام العربية
- بيرول أونيل على موقع ألو سيني (الفرنسية)
- بيرول أونيل على موقع أول موفي (الإنجليزية)
- بيرول أونيل على موقع قاعدة بيانات الأفلام السويدية (السويدية)
- بيرول أونيل على موقع ديسكوغز (الإنجليزية)
- بيرول أونيل على موقع قاعدة بيانات الفيلم (الإنجليزية)
- بيرول أونيل على موقع كينوبويسك (الروسية)